# Ememem

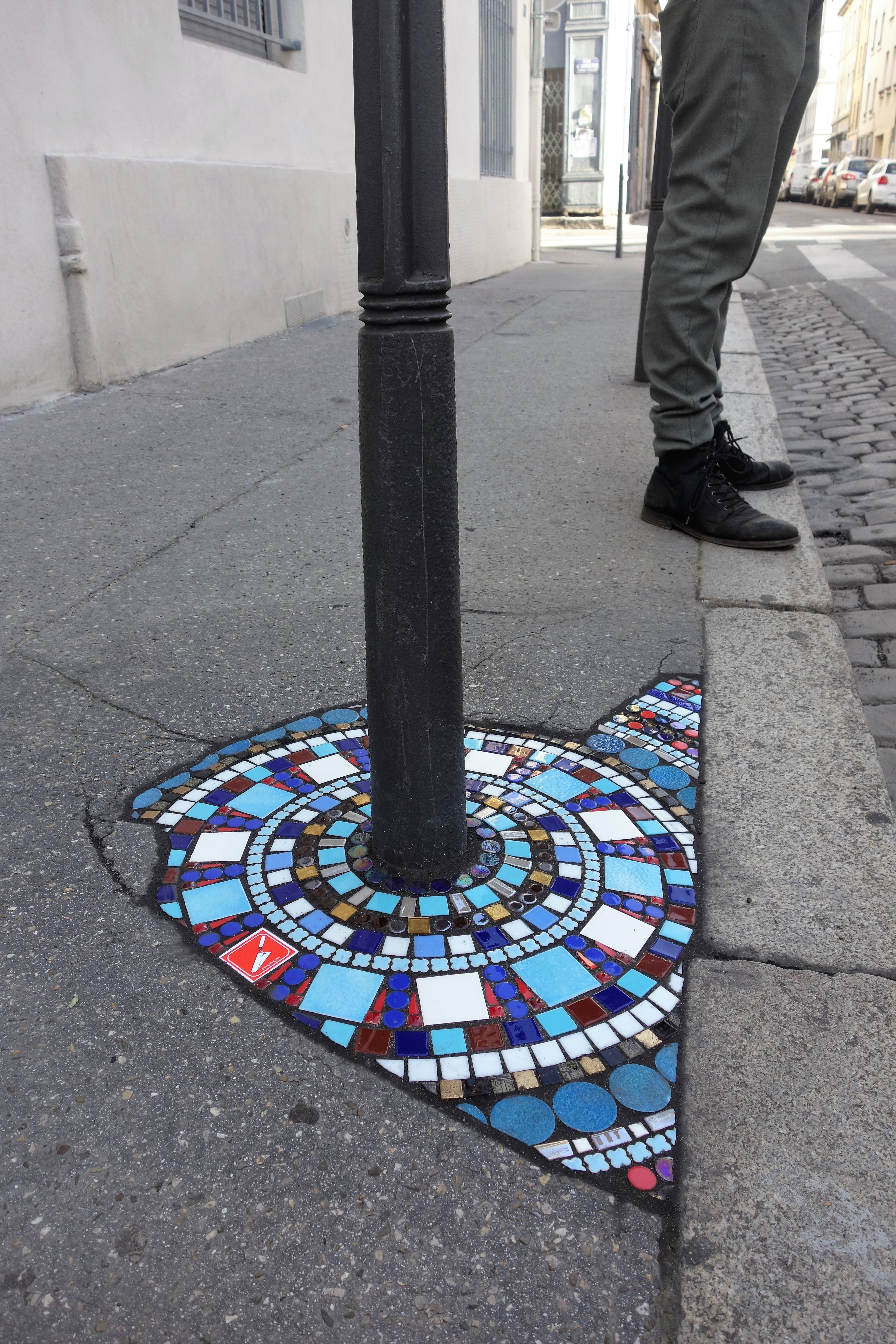
Flacking in Lyon

Ememem  (Alter nicht bekannt) ist das Pseudonym eines französischen Urban-Art-, Streetart- und Mosaik-Künstlers. 

## Leben und Werk
Ememem, aus Dole (Département Jura) stammend, ist in seiner Heimatstadt Lyon als der „Chirurg des Bürgersteigs“ bekannt. Seit 2016, als er vor seinem Atelier auf einer zugefrorenen Pfütze ausrutschte und daraufhin das Loch im Pflaster mit Mosaiksteinchen ausbesserte, pflanzt er seine Mosaike in den öffentlichen Stadtraum – in Gehwege und an Hauswände – ein, zunächst in Lyon, dann auch in Paris, Sète, Aberdeen, Stavanger, Turin, Mailand, Madrid oder Barcelona.
Seine Form der Urban Art nennt er flacking, abgeleitet aus dem französischen Wort „flaque“ (Pfütze). Ähnlich wie beim Kintsugi im traditionellen japanischen Kunsthandwerk, bei dem zerbrochene Keramik- oder Porzellanstücke unter Verwendung von goldfarbenem Kleber und Bruchstücken (für fehlende Scherben) repariert werden, verwandelt Ememem Schlaglöcher und Risse im Asphalt oder Gehwegpflaster in farbenfrohe Mosaike, indem er passgenau Keramiksteine und Keramikfliesen einfügt. Ememem arbeitet stets nur nachts. Geeignete Stellen für seine immersiven Projekte findet er auf langen Spaziergängen durch die Stadt. Mit seinem besonderen Blick auf das Schäbige und Abgerissene bezieht sich Ememem nach eigener Aussage auf das Gemälde Célébration du Sol (1957) von Jean Dubuffet. Seine Arbeiten, die aus dem aufgerissenen Boden aufscheinen, nennt Ememem selbst „Gedichte, die jeder lesen kann“; seine Intention ist, ein wenig Poesie und Leichtigkeit in die Stadt zu bringen.
Im Sommer 2021 führte er im Pariser Stadtviertel Saint-Maur-Créteil zusammen mit Jugendlichen Workshops durch, bei denen Gehwege in der Nähe der Trasse des Grand Paris Express künstlerisch gestaltet wurden; finanziert wurde dieses Projekt von der Société du Grand Paris, der Metropolregion Grand Paris und dem Stiftungsfonds des Grand Paris Express. 2022 will Ememem ein Institut für Flacking eröffnen, um in Workshops seine Arbeitsweise zu vermitteln.

## Ausstellungen
- 2019 NuArt Aberdeen, NuArt Festival, Stavanger (Norwegen)[12]
- 2021 Ceramics Now, 8. Juni bis 17. Juli, La Galerie Italienne, Paris[13][5]

## Werke

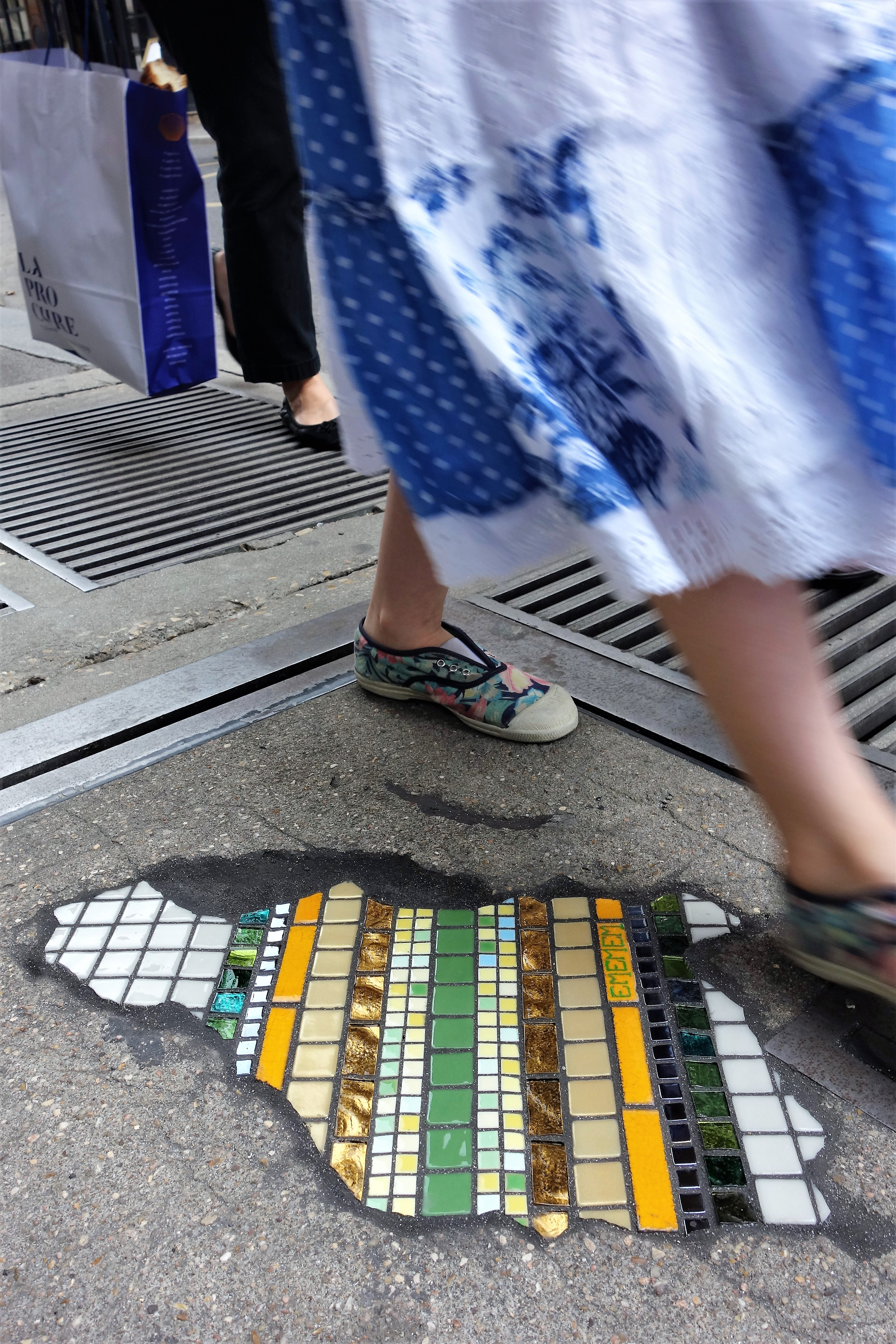
Flacking in Paris (2020)
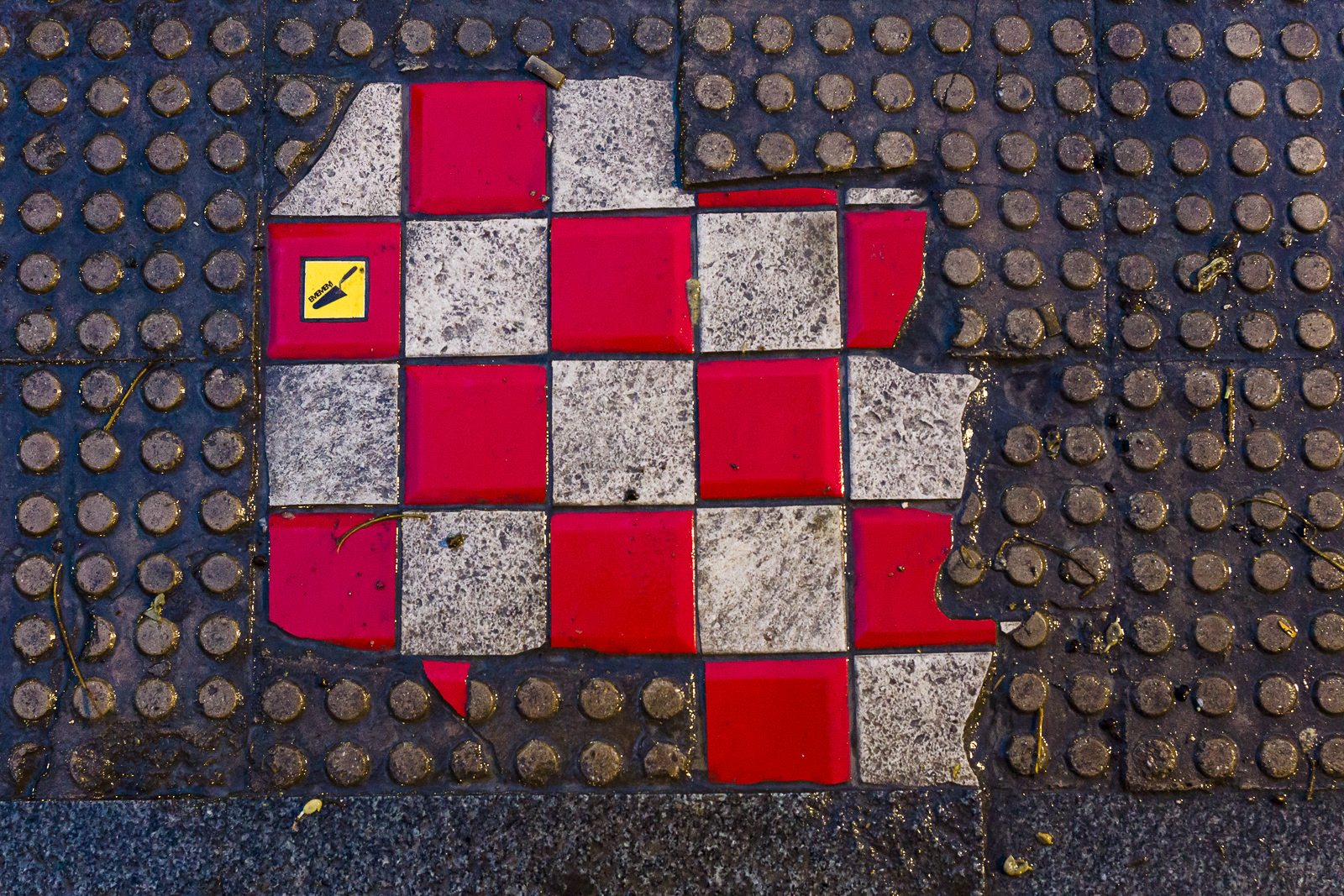
Flacking in Madrid
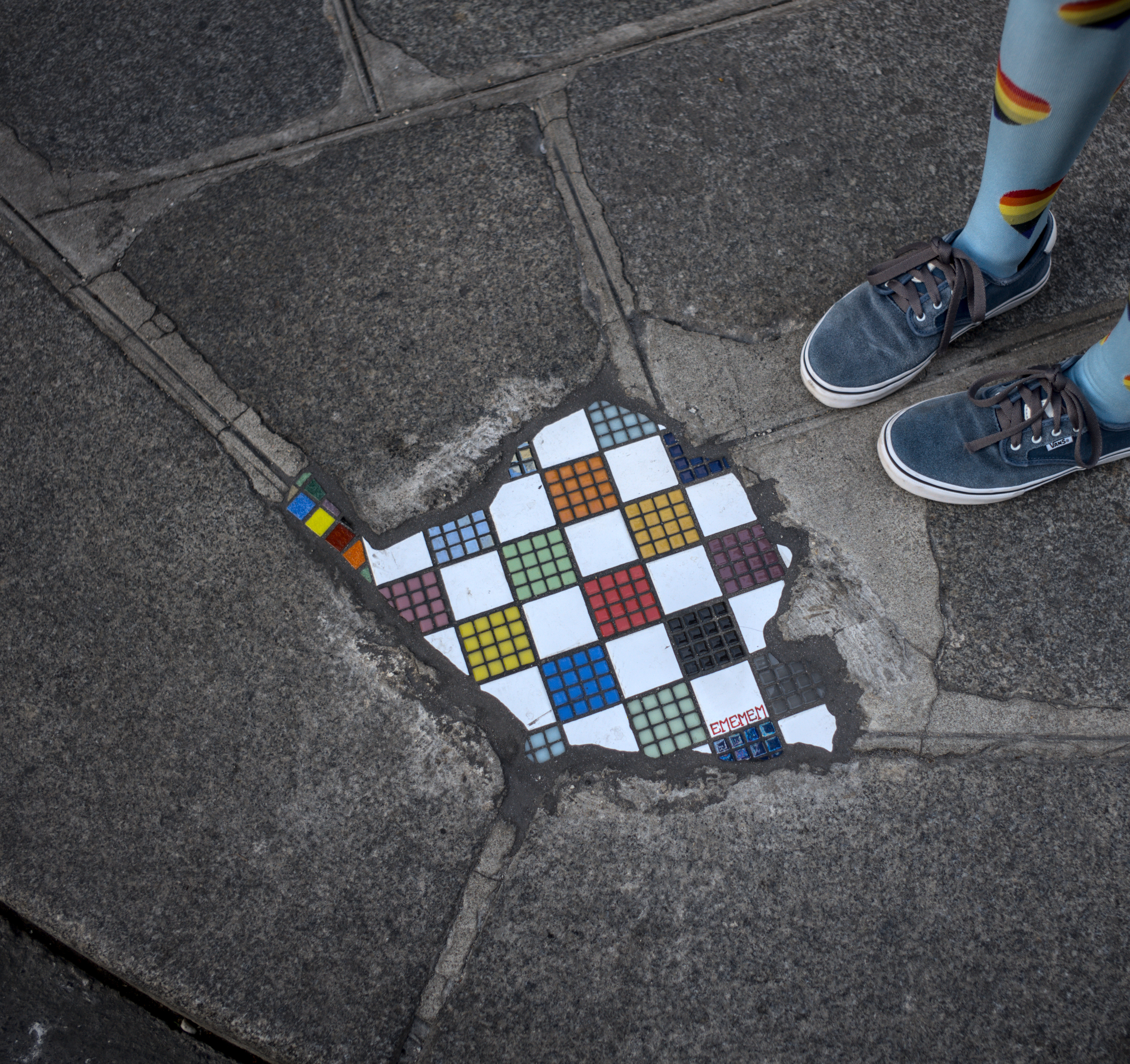
Flacking